# Élection présidentielle costaricienne de 2006
La nouvelle élection présidentielle du Costa Rica qui s'est déroulée le dimanche 5 février 2006 a vu Óscar Arias Sánchez succéder à Abel Pacheco. Des élections législatives ont eu lieu le même jour.

## Candidats
- Óscar Arias Sánchez, élu
- Ottón Solís Fallas
- Otto Guevara Guth
- Ricardo Toledo Carranza
- Antonio Alvarez Desanti

## Résultats
|                          | Óscar Arias Sánchez      | Parti de la Libération nationale (PLN)   | 664 551   | 40,92 |  |  |
|                          | Ottón Solís Fallas       | Parti d'action citoyenne (PAC)           | 646 382   | 39,80 |  |  |
|                          | Otto Guevara Guth        | Mouvement libertarien (ML)               | 137 710   | 8,48  |  |  |
|                          | Ricardo Toledo Carranza  | Parti unité sociale-chrétienne (PUSC)    | 57 655    | 3,55  |  |  |
|                          | Antonio Álvarez Desanti  | Parti d'Union pour le Changement (PUC)   | 39 557    | 2,44  |  |  |
|                          | Jose Manuel Echandi Meza | Parti d'Union Nationale (PUN)            | 26 593    | 1,64  |  |  |
|                          | Juan Jose Vargas Fallas  | Parti Patrie d'abord (PPP)               | 17 594    | 1,08  |  |  |
|                          | Bolivar Serrano          | Parti du renouveau costaricien (PRC)     | 15 539    | 0,96  |  |  |
|                          | Walter Muñoz Céspedes    | Parti de l'intégration nationale (PIN)   | 5 136     | 0,32  |  |  |
|                          | José Villalobos          | Alliance démocratique nationaliste (ADN) | 3 670     | 0,23  |  |  |
|                          | Vladimir de la Cruz      | Force démocratique (FD)                  | 3 020     | 0,19  |  |  |
|                          | Alvaro Montero           | Parti du sauvetage national (PRN)        | 2 430     | 0,15  |  |  |
|                          | Humberto Vargas          | Coalition Gauche unie (CIU)              | 2 291     | 0,14  |  |  |
|                          | José Arce                | Parti Union patriotique (PUP)            | 1 864     | 0,11  |  |  |
|                          |                          |                                          |           |       |  |  |
| Suffrages exprimés       | Suffrages exprimés       | Suffrages exprimés                       | 1 623 992 | 97,64 |  |  |
| Votes blancs             | Votes blancs             | Votes blancs                             | 8 834     | 0,53  |  |  |
| Votes nuls               | Votes nuls               | Votes nuls                               | 30 422    | 1,83  |  |  |
| Total                    | Total                    | Total                                    | 1 663 248 | 100   |  |  |
| Abstention               | Abstention               | Abstention                               | 887 365   | 34,79 |  |  |
| Inscrits / participation | Inscrits / participation | Inscrits / participation                 | 2 550 613 | 65,21 |  |  |

## Sondages
| sondage                                       | Arias  | Solis  | Guevara | Toledo | Alvarez |
| --------------------------------------------- | ------ | ------ | ------- | ------ | ------- |
| Periodico Al Dia Dic 05                       | 46,2 % | 21,5 % | 13,1 %  | 0,0 %  | 0,0 %   |
| Periodico Al Dia Ago 05                       | 36,5 % | 10,6 % | 6,7 %   | 5,4 %  | 10,4 %  |
| Periodico La Nacion - Unimer Ago05            | 47,0 % | 18,0 % | 10,0 %  | 6,0 %  | 7,0 %   |
| Periodico La Nacion - Unimer Avril 2005       | 38,0 % | 21,0 % | 9,0 %   | 9,0 %  | 6,0 %   |
| Periodico La Republica - Cid Gallup Août 2005 | 48,0 % | 18,0 % | 9,0 %   | 13,0 % | 6,0 %   |